# Katarzyna Herman
Katarzyna Herman (nacida el 13 de agosto de 1971 en Mrągowo) es una actriz polaca.

## Filmografía
- The Ugly Stepsister (2025)
- Pokot (2017)[2]
- Kler (2018)[1]
- Demon (2015)
- Córki dancingu (2015)
- 1670 (2013)[3]
- Oszukane (2013)
- W sypialni (2012)
- Wszystko, co kocham (2009)
- Ekipa (2007)
- Magda M. (2005)
- Kryminalni (2004)
- M jak miłość (2000)
- Miasteczko (2000)
- Boża podszewka (1997)
- Dom (1980)

## Premios
- 2012: Premio a la Mejor Actriz en el Festival de Cine Opera Prima de Koszalin.[4][5]